# ستيف فيشر (كاتب)
ستيف فيشر (بالإنجليزية: Steve Fisher)‏ هو كاتب وكاتب سيناريو أمريكي، ولد في 29 أغسطس 1912 في مارين سيتي في الولايات المتحدة، وتوفي في 27 مارس 1980 في لوس أنجلوس في الولايات المتحدة.

## وصلات خارجية
- ستيف فيشر على موقع IMDb (الإنجليزية)
- ستيف فيشر على موقع ألو سيني (الفرنسية)
- ستيف فيشر على موقع أول موفي (الإنجليزية)
- ستيف فيشر على موقع قاعدة بيانات الأفلام السويدية (السويدية)
- ستيف فيشر على موقع قاعدة بيانات الفيلم (الإنجليزية)